# Alnön

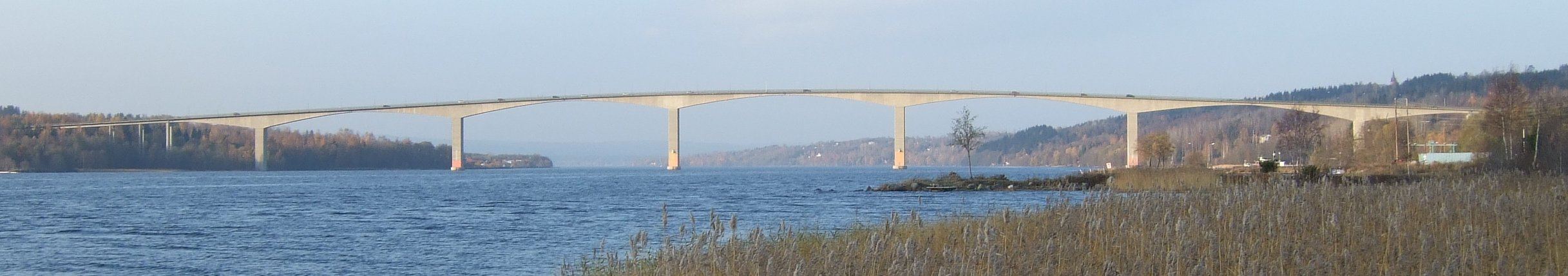
Alnöbron över Alnösundet förbinder Alnön med fastlandet, och var Sveriges längsta bro från invigningen 1964 fram till 1972.

Alnön (även kallad Alnö) är en 65 km² stor ö utanför Sundsvall. Ön, som är Sveriges 16:e största och Norrlands näst största, är 15 km lång och 6 km bred på bredaste stället. 
Ön Alnön ingår i kommundelen, postorten, distriktet, församlingen och socknen Alnö, som även omfattar Rödön med flera mindre öar. Fast befolkning finns idag endast på Alnön, och uppgår till 8 832 (per den 2019-12-31). Sommartid mer än fördubblas antalet boende på ön[källa behövs].
Bebyggelsen är utspridd, men har sin största koncentration längs Alnösundet, särskilt nära brofästet i Vi eller Alnö centrum (6 876 invånare per 2020-12-31), där samhällsservice i form av bland annat butiker, restauranger, bensinmackar, gym, bibliotek, apotek, tandvård, sjukvård och veterinär finns. Övriga tätorter och småorter är Ankarsvik (1009 invånare), Hartungviken och Spikarna (509 inv.), Hovid (218 inv.), Ås, Slädaviken och Bullås (231 inv.) samt Hörningsholm (157 inv.).
Alnön är känd för sin jakt på vilt då det är gott om vilda djur. Den 31 augusti 2009 sköts en björn i Säter på norra delen av ön.
Alnöbron, invigd 1964, var med sina 1 042 meter Sveriges längsta bro fram till 1972 då Ölandsbron byggdes. Det tog en arbetsstyrka på 40-55 man 3,5 år att bygga den 9,4 meter breda bron över Alnösundet. Den är cirka 42 meter hög och har cirka 40 meter fri segelhöjd. Bron ersatte tidigare färjetrafik, och möjliggör att en stor del av Alnöns befolkning arbetar i Sundsvall.

## Sevärdheter

### Norra Alnön
På norra Alnön, 2,5 km norr om Alnöbron, står Alnö gamla kyrka (från 1100-talet) och Alnö kyrka (byggd 1893) sida vid sida. Alnö gamla kyrka är en populär bröllopskyrka. I Alnö nya kyrka finns Alnöfunten, en unik dopfunt i trä från 1100-talet. Dopfuntens yttre ornamentering innehåller en blandning av såväl fornnordisk som kristen symbolik. I anslutning till kyrkorna, på Kyrktunet (eller Tunet), ligger också Alnö hembygdsgård med Sågverksmuseet och Café Tunet. Här anordnar även Alnö hembygdsförening ett välbesökt midsommarfirande varje år. 
Vid Stornäset ligger ett av öns tre naturreservat samt Stornäsets vandrarhem. Projektet att bygga en golfbana vid Stornäset har pågått i många år. Några kilometer längre norrut, vid Hörningsholm, hittar man byggnadsminnet Tors lokal, Sveriges första Folkets Hus på landsbygden. På norra delen av ön finns flera fornlämningar, som gravkullar. På norra delen av östra sidan finns det en fin badvik, Slädaviken.
Öns högst belägna gård, Smedsgården, har anor från 1600-talet. Gården ligger vackert med utsikt över kulturskyddad mark med fornlämningar och en rik flora. Där finns även en närbelägen geologisk lokal med fynd av den för ön unika bergarten alnöit.
På norra Alnön finns både ett riksintresse för naturvård och ett riksintresse för kulturmiljövården (kallat Norra Alnön Y11), det senare inrättat med följande motivering: 
Odlingslandskap med lång bebyggelsekontinuitet och däri insprängda industrimiljöer som speglar sågverksepoken och industrialismens genombrott vid 1800-talets senare del då Alnö var "de sexton sågarnas ö".(Kyrkomiljö).
Följande uttryck för riksintresset angavs i samband med motiveringen:
Välbevarade bymiljöer, gravfält och storhögar från järnålder samt strategiskt lokaliserad tidigmedeltida kyrka och eventuell kastallämning. Omedelbart intill ligger monumental 1890-talskyrka, ritad av Ferdinand Boberg. I norra delen av miljön vittnar bl.a. bebyggelsen i Hörningsholm, Nacka, Erikdal, Hovid och Johannesvik om den koncentration av sågverk som uppstod i området under 1800-talets senare del. Landets första föreningslokal Folkets hus på landsbygden byggdes här 1896, Tors lokal i Hörningsholm.

### Södra Alnön
På södra Alnön finner man flera fina badvikar som Bänkåsviken, Tranviken, Havstoviken, Hartungviken och Grönviken. Sommaridyllen Spikarna, ett fiskeläge med sjöbodar, fiskestugor, kapell och lotsstation, är beläget på södra delen av ön. Alnön har även ett inomhusbad, Alnöbadet, beläget i Vi.
Spikarö Kapell, byggt 1958, drivs av Spikarö kapellstiftelse och har gudstjänster och musikkvällar under sommaren. Kapellet är också populärt för bröllop och barndop. Restaurang Piren inryms i ett av Alnöns 19 före detta sågverk, beläget i Karlsvik. 
Sundsvalls Segelsällskaps hamn ligger i Vindhem på Alnöns sydvästspets. Norrlands kappseglingscentrum. Här finns också Restaurang Vindhem som har haft omnämnande i White Guide 2010, 2011, 2012, 2013, 2014, 2015 samt 2016.
Sågverksmonumentet, minnet över sågverkstiden år 1860 till år 1963, är placerat på Hötorget i Alnö centrum i Vi.
I Gustavsberg på södra Alnön finns Schymbergsgården. Denna gård är sångerskan Hjördis Schymbergs (1909-2008) barndomshem och donerades till stiftelsen 1999 med syftet att åter fylla den med sång, musik och kulturellt liv.

## Kommunal service
Skolorna på Alnön är Uslands skola F-6, strax söder om Vi och Vibackeskolan F-9 i Vi. Utöver dessa finns friskolan Kunskapsakademin F-9. Flera förskolor finns: Fyrens förskola, Rönnbackens förskola, Strandgårdens förskola, Vibacke förskola, Äppellunda förskola och Lanternans förskola Samtliga förskolor ligger i eller kring Vi, förutom Rönnbackens förskola som ligger på norra Alnön och Lanternans förskola som ligger i Ankarsvik på södra Alnö. I anslutning till Vibackeskolan finns Alnö fritidsgård och bibliotek. På Alnön finns även äldreboende, servicehus och gruppboenden.

## Etymologi
Namnet omnämns i Hälsingelagen i början av 1300-talet som Alnø.
En äldre muntlig tradition är att namnet sägs vara taget av den myckna alskog som växer här, varför också sockensigillet visar en al.  Enligt en tidig ortnamnstolkning har socknen uppkallats efter byn Alla (omnämnd 1543) eller Malla (1545), som då tillhörde socknen, och är identisk med dagens Ala i Hässjö socken norr om ön. En senare tolkning är att namnet är släkt med dialektordet ala, 'växa', och kan betyda 'den uppsvällda ön' med syftning på öns branta stränder.

### Alnö eller Alnön
Alnön åsyftar i kartor och officiell statistik ön, medan Alnö avser orten, distriktet, församlingen och socknen inklusive grannöarna. Denna distinktion efterföljs dock inte helt konsekvent i äldre och icke-officiella källor. Ordet Alnö är och har åtminstone sedan slutet av 1800-talet varit vanligare än Alnön i svenskt skriftspråk. Många i lokalbefolkningen säger emellertid att man bor på Alnön enligt Lantmäteriets ortnamnsutredning 2015, och i Alnö församling. Några år tidigare byttes vissa trafikskyltar från Alnön till Alnö, dock inte alla. Baserat på ortnamnsutredningen 2015 avser Trafikverket att skylta om tillbaka till Alnön när skyltarna är utslitna, något som ännu (2018) inte är genomfört.
Genitivformen Alnö används i äldre fasta uttryck, exempelvis Alnö centrum, medan man i lösare språkliga konstruktioner använder genitivformerna Alnös och Alnöns, exempelvis i "Alnös skärgård", "Alnöns nordslinga" eller "Alnöns befolkning".

## Historia

### Geologisk historia
Alnön bildades för cirka 570 miljoner år sedan genom vulkanisk verksamhet i området. På grund av dess vulkaniska historia innehåller norra Alnöns berggrund sällsynta mineral, bland annat de världsunika bergarterna alnöit och borengit. Brytning av järnmalm från två mindre gruvor för förädling i Galtströms bruk skedde under 1800-talet, med utlastning från Ås brygga. Under andra världskriget bröts baryt för användning som råvara för målarfärg i en gruva i Pottäng. Boliden AB provbröt omkring 1950 en fyndighet med juvit vid Näset av Boliden för aluminiumframställning.

### Arkeologi på Alnö
Ön har varit föremål för flera arkeologiska undersökningar som har avslöjat betydande fynd från olika tidsperioder. Under en schaktövervakning i december 2024, utförd av Västernorrlands museum, upptäcktes en stor mängd artefakter öster om Alnö gamla medeltida kyrka. Dessa fynd inkluderade bland annat gravar som tidigare fått begränsad uppmärksamhet. Dateringar av dessa fynd sträcker sig från bronsåldern till järnålder, vilket indikerar på en långvarig mänsklig närvaro på Alnön. Kontextuellt tyder de arkeologiska lämningarna på att området har varit en central plats för bosättning och aktivitet under flera årtusenden.

### Fornlämningar
Från bronsåldern har anträffats ett tiotal kuströsen och från järnåldern mindre gravfält och spridda gravhögar samt en storhög vid Röde.

### Sågverkstiden
| Lista över sågverk | Lista över sågverk | Lista över sågverk |
| ------------------ | ------------------ | ------------------ |
| Alvik              | 1869–1950          |                    |
| Ankarsvik          | 1882–1934          |                    |
| Carlsvik           | 1882–1963          |                    |
| Eriksdal           | 1860–1931          |                    |
| Gustafsberg        | 1874–1930          |                    |
| Gustafshamn        | 1893–1940          |                    |
| Hofsudde - Hovid   | 1860–1943          |                    |
| Hörningsholm       | 1882–1930          |                    |
| Johannesvik        | 1874–1934          |                    |
| Lervik             | 1920–1963          |                    |
| Myrnäs             | 1883–1940          |                    |
| Nacka              | 1874–1932          |                    |
| Nyvik              | 1869–1940          |                    |
| Rökland            | 1875–1877          |                    |
| Rödestrand         | 1874–1884          |                    |
| Stornäset          | 1897–1924          |                    |
| Strand             | 1871–1923          |                    |
| Utvik              | 1891–1931          |                    |
| Wii                | 1882–1905          |                    |

Alnön har ett idealiskt läge mellan Indalsälven och Ljungan och med perfekta hamnar i Alnösundet. Här byggdes sågverken tätt. Som mest var 16 sågar i gång samtidigt. När Elias Sehlstedt blickade ut över Alnön från Sundsvall inspirerades han till den berömda frasen "Och hela hamnen som en spegel låg. Och såg vid såg jag såg, hvarthelst jag såg" (1852).

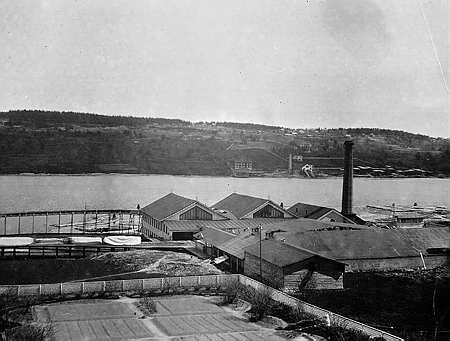
Gustafshamns sågverk år 1900, Alnön, Medelpad.

Alnöns storhetstid började med sågen på Eriksdal på 1860-talet. Även om sågverken på ön inte var de största innebar lokaliseringen av de 19 sågverken en stor omvälvning för ön. 1850 hade ön 950 invånare, 1900 var innevånarantalet 6 841. Kring varje sågverk växte det upp ett litet samhälle, dit arbetarna kom från olika håll i Sverige och Norden. Det byggdes i rask takt upp arbetarbaracker av mer eller mindre undermålig kvalitet. Hygienen var ofta under all kritik på grund av trångboddhet.
Nykterhetsrörelsen och frikyrkorna fick ett starkt fäste på ön. Bland öns första baptister hände att de förlorade sina arbeten efter att ha låtit sig vuxendöpas. Sågverkspatronerna hade emellertid i allmänhet inget emot att deras arbetare engagerade sig för kyrka och nykterhet, men det blev stridigheter då de frikyrkliga var drivande för att organisera Sundsvallsstrejken. Ytterligare motsättningar uppstod då det blev tal om att arbetarna ville ha föreningsrätt att organisera sig fackligt. 1896 bildades en avdelning av Svenska sågverksindustriarbetareförbundet vid Hörningsholms sågverk, vilket var den första avdelningen i Sundsvallsdistriktet. 1897 invigdes landets 3:e Folkets hus beläget just på Hörningsholm, Tors lokal.
Platsen är föremål för ett saneringsprogram.
Sveriges industrialisering inleddes enligt vissa historiker med att ångsågar byggdes längs Norrlandskusten, varav den första startades i Tunadal 1849, vars sågverk ligger vid Alnösundet men på fastlandet. Ett fyrtiotal rektangulära pråmar (så kallade läktare), har på senare tid återfunnits på Alnösundets botten, i Fillaviken utanför Tunadal. Den äldsta är byggd av virke från någon gång under perioden 1788–1828, och finns på en karta från 1871. Pråmarna har bland annat använts för läktring (lastning eller lossning) av fartyg uppankrade på redden, innan betongkajer anlades vid mitten av 1900-talet. 

## Sport
| - Alnö Basketklubb, basket - Alnö BK, fotboll - Alnö BMC, badminton - Alnö BTK, bordtennis - Alnö Båtklubb, segling - Alnö CK, cykling - Alnö GC, golf | - Alnö IBK, innebandy - Alnö IF, fotboll - Alnö Kvartershockey, ishockey - Alnö RK, ridsport - Alnö SK, skidor - Ankarsvik BK, innebandy - IF Karlsvik, bågskytte |

## Profiler
- Aston Forsberg, konstnär
- Helen Sjöholm, sångerska
- Andreas Yngvesson, fotboll
- Lennart Uhlin, professor i arkitektur
- Tina Nordlund, fotboll
- Hjördis Schymberg, operasångerska
- Gunnar Hellström, regissör, skådespelare
- Anna Norberg, skådespelare
- Tore Lindwall, skådespelare
- Beata Gårdeler, regissör
- Anton Karlsson, längdskidor
- Sanna Martinez-Matz, sångerska
- Karl Östman, författare
- Henrik Zetterberg, hockey
- Emil Forsberg, fotboll